# Emmanuel Wamala

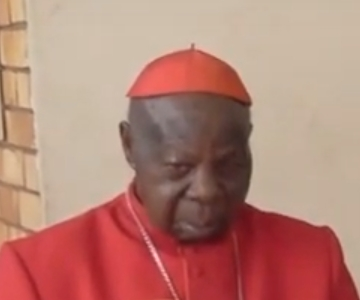
Emmanuel Kardinal Wamala (2022)

Kardinalswappen

Emmanuel Kardinal Wamala (* 15. Dezember 1926 in Kamaggwa, Uganda) ist ein ugandischer Geistlicher und emeritierter Erzbischof von Kampala sowie Kardinal der römisch-katholischen Kirche.

## Leben
Emmanuel Wamala studierte in Katigondo und Rom die Fächer Katholische Theologie, Philosophie und Sozialwissenschaften und empfing am 21. Dezember 1957 in Rom das Sakrament der Priesterweihe durch Luigi Traglia. Zwei seiner Brüder wurden ebenfalls Priester. Er legte Lizentiatsprüfungen in Katholischer Theologie und in Sozialwissenschaften ab und vertiefte seine Studien in Rom, Kampala und an der Notre-Dame-Universität in South Bend, Indiana (USA). Von 1960 bis 1981 wirkte er in der Diözese Masaka als Gemeindeseelsorger, Schulinspektor, Hochschullehrer und ab 1974 als Generalvikar. Papst Paul VI. verlieh Wamala am 25. Mai 1977 den Titel Kaplan Seiner Heiligkeit.
Am 17. Juli 1981 ernannte ihn Papst Johannes Paul II. zum ersten Bischof des neugegründeten  Bistums Kiyinda-Mityana. Die Bischofsweihe spendete ihm Emmanuel Kiwanuka Kardinal Nsubuga am 22. November desselben Jahres: Mitkonsekratoren waren Adrian Kivumbi Ddungu, der Bischof von Masaka in Uganda, und Josef Stimpfle, der Bischof von Augsburg. Von 1986 bis 1994 war er Präsident der Bischofskonferenz von Uganda. Am 21. Juni 1988 wurde er von Johannes Paul II. zunächst zum Koadjutor im Erzbistum Kampala berufen und wurde am 8. Februar 1990 Erzbischof dieses Bistums.
Papst Johannes Paul II. nahm Emmanuel Wamala am 26. November 1994 als Kardinalpriester mit der Titelkirche Sant’Ugo in das Kardinalskollegium auf. Kardinal Wamala war Teilnehmer am Konklave 2005, in dem Benedikt XVI. gewählt wurde. Dieser nahm am 19. August 2006 Wamalas aus Altersgründen hervorgebrachtes Rücktrittsgesuch an. Am Konklave 2013 und am Konklave 2025 nahm er nicht teil, da er die Altersgrenze von 80 Jahren überschritten hatte.